# Harry Eliott
Harry Eliott (né Charles Edmond Hermet à Paris le 14 juin 1882 et mort à Villez-sous-Bailleul le 25 mai 1959) est un dessinateur et illustrateur français. Il fut également peintre, particulièrement à l’aquarelle.

## Biographie
Fils d'un imprimeur lithographe, amoureux de l'Angleterre, il adopta très tôt un pseudonyme anglo-saxon et essaya de se faire passer pour anglais. 
Il est connu pour ses estampes au pochoir, humoristiques, de cavaliers, de scènes de chasse à courre, de moines et autres, dans le style victorien des illustrateurs anglais qu'il admire, tels que Randolph Caldecott et surtout Cecil Aldin, illustrateur des œuvres de Charles Dickens.
Les gravures et les cartes postales qui en étaient tirées étaient éditées par Barré et Dayez.
Au début du XXe siècle, d’autres dessinateurs ou illustrateurs de chevaux ou chasse à courre, comme Étienne Le Rallic ou Crafty, connaissent un succès similaire.
Mobilisé en 1914, il épouse en 1915 une jeune femme originaire de Normandie où il s’installe, après avoir été réformé pour dépression en 1917. Le couple habitera un temps en Angleterre.
Outre ses estampes recherchées par les amoureux de la chasse et des chevaux, il réalise des illustrations de livres pour la jeunesse, notamment chez Hachette dans la collection Bibliothèque verte (David Copperfield et Les Aventures de Monsieur Pickwick de Dickens) ; Croc-Blanc de Jack London, Bari chien loup de James Oliver Curwood), de Magdeleine du Genestoux ou les livres de Jérôme Doucet, notamment Six belles histoires de chasse et Six grosses bouffées de pipe.
Au début du XXe siècle, il illustre des revues (Nos loisirs, Mon journal illustré pour les enfants (couverture du n°42 du 15 juillet 1922), Le Sourire, la Revue Illustrée).
De 1923 à 1940, il illustre des catalogues de Manufrance. Il réalise également quelques couvertures du mensuel Le Chasseur français : no 559, octobre 1936 (Retour de chasse), no 594, décembre 1939 (Valet de limier suivant les empreintes), no 600, juin 1940 (Ça mordait si bien), no 605, janvier 1942 (Chasse au renard). 
Perdant la vue et aimant trop la boisson, il décède en 1959 dans le plus complet dénuement.
Sa sœur Madeleine, dite Mad Hermet (1886-1987), qui ouvrit avec lui un atelier de frises pour chambres d'enfants, illustra aussi des livres pour la jeunesse. Elle était la mère de la peintre et graveuse Marie-Antoinette Rouilly Le Chevallier.

## Livres illustrés par Harry Eliott
(liste exhaustive)
- 1903 : Souvenirs d'enfance, Michel Dolques, Paris : Société française d'imprimerie et de librairie, 156 p. (jeunesse).
- 1903 : Monsieur Minns. Horace Sparkins, Charles Dickens, adapté par Jérôme Doucet ; Paris, Le Livre et l'Estampe, 78 p.
- 1905 à 1924 :Mon journal, (Lib. Hachette Ed.) Recueil hebdomadaire illustré, par Harry Eliott parmi d'autres (Henry Morin, R. de la Nézière, Clérice, H.R. Millar etc.).
- 1907 : Chasses extraordinaires, Pierrelée (Jérôme Doucet) ; Paris, F. Juven, 16 p.
- 1907 : Six belles histoires de chasse, Jérôme Doucet ; Paris, A. Blaizot, 80 p.
- 1907 : le Petit Neveu de Charles Dickens, Jérôme Doucet ; Paris, F. Juven, 63 p.
- 1908 : Six grosses bouffées de pipe, Jérôme Doucet ; Paris, A. Blaizot, 80 p.
- 1908 : Uit het land van Dickens, Jérôme Doucet, Amsterdam, 63 p.
- 1909 : Gentlemen, Jérôme Doucet [J. de Montfrileux] ; Paris, A. Blaizot.
- 1910 : L'Oncle Barbe-Bleue - L'Âne Merveille, Antar ; illustré avec Henry Morin, Hachette, coll. Bibliothèque des écoles et des familles (jeunesse).
- 1910 : Les Choux à la crème - Le Renard et la Tabatière, J. Peltier, Paris : Librairie Hachette, coll. Bibliothèque des écoles et des familles, 16 p.
- 1911 : Le Mystère de la maison grise, adapté du roman anglais de B. Sidney Wolf par A. Decker et A Fabre, Paris : Librairie Hachette, coll. Bibliothèque des écoles et des familles, 173 p.
- 1915 : La Main rouge, Norbert Sevestre, Paris : Librairie Hachette, coll. Bibliothèque des Ecoles et des Familles..
- 1921 : Alphabets, Benjamin Rabier, Paris : Librairie Garnier Frères (livre d’images pour enfants).
- 1922 : Madame Cunégonde, de Louis-Michel Feste ; Mon journal illustré pour les enfants, n°42 du 15 juillet 1922.
- 1924 : L'Héritier du cousin Baldinven, Julie Borius, Paris : Librairie Hachette, coll.Bibliothèque de la Jeunesse, 94 p.
- 1925 : La Tournée sportive de Mr. Sponge[4], Robert Smith Surtees ; traduit par Lionel Philippe, Paris : Adolphe Le Goupy, 2 vol., 577 p.
- 1930? M. Terrible à la chasse, Magdeleine du Genestoux, Hachette, album illustré, 20 p.
- 1930 : L'Aventure de John Gilpin[5] (The Diverting History of John Gilpin) de William Cowper mais édité sous le nom d'auteur de Magdeleine du Genestoux ; Paris : Librairie Hachette, 20 p. (ballade humoristique).
- 1932 : Croc-Blanc, Jack London, traduction de Paul Gruyer et Louis Postif, Paris, Hachette, 264 p.
- 1933 : Jerry dans l'île, Jack London ; traduction de Maurice Dekobra, Hachette, coll. Bibliothèque verte, 252 p. Nouvelles illustrations pour la réédition de 1946.
- 1935 : David Copperfield, Dickens, Hachette, coll. Bibliothèque de la jeunesse, 256 p. Nouvelles illustrations pour la réédition de 1950, Hachette, coll. Bibliothèque verte.
- 1935 : Les Aventures de Monsieur Pickwick, Dickens, Hachette, coll. Bibliothèque de la jeunesse, 288 p.
- 1937 : Kazan, James Oliver Curwood, traduit par P. Gruyer et L. Postif, Hachette, coll. Bibliothèque verte, 256 p. Nouvelles illustrations pour la réédition de 1946.
- 1938 : Bari chien loup, James Oliver Curwood, traduit par Léon Bocquet, Hachette, coll. Bibliothèque verte, 256 p. Nouvelles illustrations pour la réédition de 1946.
- 1938 : Michaël, chien de cirque, Jack London, traduction de P. Gruyer et Louis Postif, Hachette, collection des Grands Romanciers.
- 1939 : Belliou-la-Fumée, Jack London, traduction de Louis Postif, Hachette, collection des Grands Romanciers.
- 1951 : Le Fils du loup, Jack London, traduction de M.-S. Joubert, Hachette, coll. Bibliothèque verte.
- ? Le Baron de Crac, Paris : Hachette.